# Francesco Fanzago
Francesco Luigi Fanzago (Padova, 8 gennaio 1846 – Maser, 19 aprile 1904) è stato un medico e politico italiano.

## Biografia

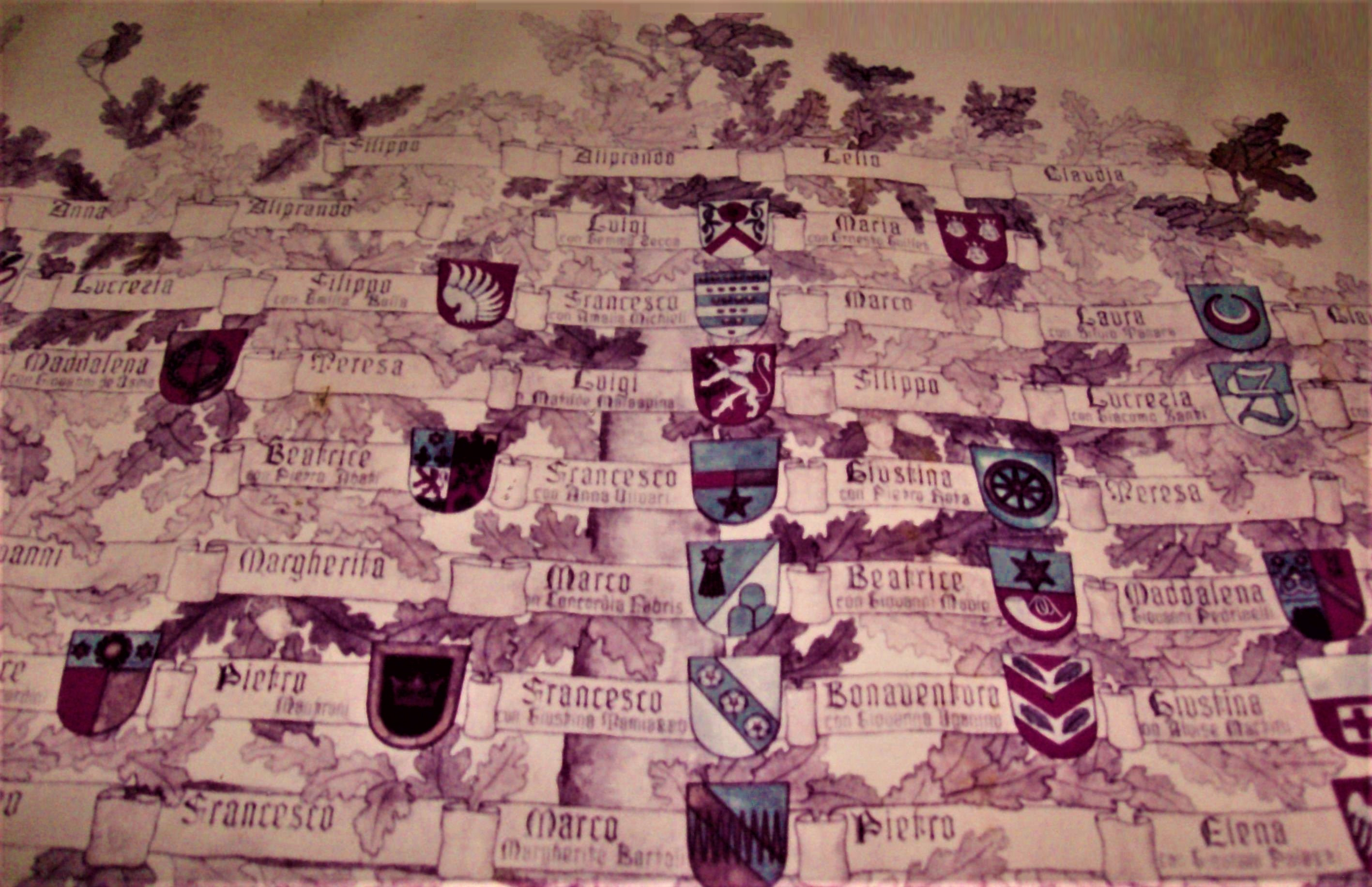
Genealogia del casato degli Aliprandi Fanzago dove figura Francesco Luigi con la moglie Amalia Michieli

Era membro dell'antica e nobile famiglia Fanzago, figlio di Luigi Pietro Fanzago e di Matilde Malaspina e nipote dell'illustre patologo Francesco Luigi Fanzago.
Dopo gli studi primari si laureò in medicina e chirurgia e divenne professore all'Università di Padova, di cui fu rettore nel 1823-1824.
Sposò Amalia dei conti Michieli ed e ebbe due figli, il nobile Luigi Aliprando e la nobile Maria Matilde. Dalla moglie acquisì la proprietà della Villa Fanzago Guillet a Campodarsego.
Dal 1876 al 1881 era stato proprietario, insieme al fratello Filippo Pietro, della Villa Fanzago a Monselice. I Fanzago erano anche proprietari della Villa Nani, Trieste, Fanzago a Maser in provincia di Treviso.
Fu assessore e sindaco del comune di Padova, presidente della Pia casa di ricovero, dell'Ospizio Marino, dell'Istituto rachitici, della Scuola professionale femminile, della Commissione di sanità e di molti altri istituti di beneficenza.